# Shawn Levy
Shawn Adam Levy (Montréal, 23 luglio 1968) è un regista, attore e produttore cinematografico canadese, attivo sia in campo cinematografico che in quello televisivo.

## Biografia
Ha iniziato la sua carriera come attore partecipando ad alcuni film tv e serie tv come 21 Jump Street, Una bionda per papà e Beverly Hills 90210, la sua carriera come regista è iniziata allo stesso modo, dirigendo per lo più produzioni televisive, tra cui la serie Il famoso Jett Jackson. Nel 2002 dirige il primo lungometraggio Big Fat Liar, che segna il suo debutto cinematografico, in seguito dirige un episodio di Birds of Prey, di cui è produttore esecutivo. Nel 2003 dirige Ashton Kutcher e Brittany Murphy nella commedia Oggi sposi... niente sesso. Sempre nel 2003 dirige Una scatenata dozzina, remake di Dodici lo chiamano papà del 1950 partecipandovi anche come attore. Sempre come attore partecipa al sequel del 2005 Il ritorno della scatenata dozzina, lasciando la regia ad Adam Shankman.
Nel 2006 dirige ancora una volta Steve Martin ne La Pantera Rosa, remake dell'omonimo film del 1963. Sempre nel 2006 dopo aver diretto un episodio di Pepper Dennis, dirige Ben Stiller in Una notte al museo. Nel 2010 dirige Steve Carell e Tina Fey in Notte folle a Manhattan. Nel 2011 dirige il film di fantascienza per ragazzi Real Steel con Hugh Jackman. Nel 2021, dopo un ritardo nella distribuzione causato dalla pandemia di COVID-19, viene distribuito il film Free Guy - Eroe per gioco, commedia d'azione a tema videoludico con Ryan Reynolds e Taika Waititi.

## Filmografia

### Regista

#### Cinema
- Mittente sconosciuto (Address Unknown) (1997)
- Una madre per Lily (Just in Time) (1997)
- Big Fat Liar (2002)
- Oggi sposi... niente sesso (Just Married) (2003)
- Una scatenata dozzina (Cheaper by the Dozen) (2003)
- La Pantera Rosa (The Pink Panther) (2006)
- Una notte al museo (Night at the Museum) (2006)
- Una notte al museo 2 - La fuga (Night at the Museum 2: Battle of the Smithsonian) (2009)
- Notte folle a Manhattan (Date Night) (2010)
- Real Steel (2011)
- Gli stagisti (The Internship) (2013)
- This Is Where I Leave You (2014)
- Notte al museo - Il segreto del faraone (Night at the Museum: Secret of the Tomb) (2014)
- Free Guy - Eroe per gioco (Free Guy) (2021)
- The Adam Project (2022)
- Deadpool & Wolverine (2024)
- Star Wars: Starfighter (2027)

#### Televisione
- Jett Jackson: The Movie – film TV (2001)
- Stranger Things - serie TV, 8 episodi (2016-2022)
- Tutta la luce che non vediamo (All the Light We Cannot See) - miniserie TV, 4 puntate (2023)

### Produttore

#### Cinema
- I Saw Mommy Kissing Santa Claus, regia di John Shepphird (2002)
- Il ritorno della scatenata dozzina (Cheaper by the Dozen 2), regia di Adam Shankman (2005)
- Una notte al museo (Night at the Museum), regia di Shawn Levy (2006)
- Notte brava a Las Vegas (What Happens in Vegas), regia di Tom Vaughan (2008)
- The Rocker - Il batterista nudo (The Rocker), regia di Peter Cattaneo (2008)
- Una notte al museo 2 - La fuga (Night at the Museum 2: Battle of the Smithsonian), regia di Shawn Levy (2009)
- La Pantera Rosa 2 (The Pink Panther 2), regia di Harald Zwart (2009)
- Notte folle a Manhattan (Date Night), regia di Shawn Levy (2010)
- Real Steel, regia di Shawn Levy (2011)
- Vicini del terzo tipo (The Watch), regia di Akiva Schaffer (2012)
- The Spectacular Now, regia di James Ponsoldt (2013)
- Gli stagisti (The Internship), regia di Shawn Levy (2013)
- This Is Where I Leave You, regia di Shawn Levy (2014)
- Una fantastica e incredibile giornata da dimenticare (Alexander and the Terrible, Horrible, No Good, Very Bad Day), regia di Miguel Arteta (2014)
- Notte al museo - Il segreto del faraone (Night at the Museum: Secret of the Tomb), regia di Shawn Levy (2014)
- Arrival, regia di Denis Villeneuve (2016)
- Proprio lui? (Why Him?), regia di John Hamburg (2016)
- Darkest Minds (The Darkest Minds), regia di Jennifer Yuh Nelson (2018)
- Kin, regia di Jonathan e Josh Baker (2018)
- Free Guy - Eroe per gioco (Free Guy), regia di Shawn Levy (2021)
- Love and Monsters, regia di Michael Matthews (2020)
- The Adam Project, regia di Shawn Levy (2022)
- Rosaline, regia di Karen Maine (2022)
- Una notte al museo - La vendetta di Kahmunrah (Night at the Museum: Kamunrah Rises Again), regia di Matt Danner (2022)
- Crater, regia di Kyle Patrick Alvarez (2023)
- The Boogeyman, regia di Rob Savage (2023)
- Deadpool & Wolverine, regia di Shawn Levy (2024)

#### Televisione
- Il famoso Jett Jackson (The Famous Jett Jackson) – serie TV 26 episodi (2000-2001) – produttore esecutivo
- L'uomo di casa (Last Man Standing) – serie TV, 175 episodi (2011-2021) – produttore esecutivo
- Cristela – serie TV, 22 episodi (2014-2015) – produttore esecutivo
- Stranger Things – serie TV, 34 episodi (2016-in corso) – produttore esecutivo
- Tenebre e ossa (Shadow and Bone) – serie TV, 16 episodi (2021-2023) – produttore esecutivo
- Tutta la luce che non vediamo (All the Light We Cannot See), regia di Shawn Levy – miniserie TV (2023) – produttore esecutivo
- The Perfect Couple – miniserie TV, 6 puntate (2024)

### Attore

#### Cinema
- Zombie Nightmare, regia di Jack Bravman (1986)
- Just in Time (1997)
- Big Fat Liar (2002)
- Una scatenata dozzina (Cheaper by the Dozen) (2003)
- Il ritorno della scatenata dozzina (Cheaper by the Dozen 2), regia di Adam Shankman (2005)
- Una notte al museo 2 - La fuga (Night at the Museum 2: Battle of the Smithsonian) (2009)
- Gli stagisti (The Internship) (2013)

#### Televisione
- Stranger Things - serie TV (2016) - cameo

### Sceneggiatore

#### Cinema
- Deadpool & Wolverine (2024)